# Mbuyi Kabunda Badi
Mbuyi Kabunda Badi (Lubumbashi, 23 de noviembre de 1955 - Madrid, 3 de noviembre de 2022) fue un profesor e investigador congoleño especializado en los problemas de integración regional, desarrollo, género, derechos humanos y conflictos en África.

## Biografía
Es Doctor en Ciencias Políticas por la Universidad Complutense de Madrid (1992) y Licenciado en Ciencias Políticas (1976) y en Relaciones Internacionales (1982) por la Universidad de Lubumbashi, República Democrática del Congo. En la actualidad es profesor y miembro del Instituto Internacional de Derechos Humanos de Estrasburgo y del máster y Doctorado de Relaciones Internacionales y Estudios Africanos de la Universidad Autónoma de Madrid. Ha realizado además el Postgrado en «Altos Estudios Internacionales» en la Sociedad de Altos Estudios Internacionales (Madrid, 1988) y una Especialización en «Derecho Constitucional y Ciencia Política» en el Centro de Estudios Constitucionales (Madrid, 1989).
Entre otros puestos, ha sido profesor de Relaciones Internacionales y jefe del Departamento de Relaciones Internacionales de la Universidad de Lubumbashi (1985-1986); Responsable del Centro de Documentación y Estudios Africanos (CEDEAF) del Colegio Mayor Nuestra Señora de África (1989-1994); profesor de Relaciones Internacionales en la Universidad Autónoma de Madrid y en la de Universidad de Basilea; profesor en el Instituto de Derechos Humanos Pedro Arrupe de la Universidad de Deusto (1999-2002); y del máster europeo de Derechos Humanos y Democratización de la Università Ca' Foscari.
Presidente de la Asociación Española de Africanistas desde 2015; expresidente de la ONG Sodepaz (Solidaridad para el Desarrollo y la Paz), con sede en Madrid; director de los cursos de «Introducción a la realidad africana: más allá de la cooperación», que se celebran anualmente en la Casa Encendida; y miembro del Grupo de Estudios Africanos de la UAM.

## Líneas de investigación
Sus principales temas de investigación son las relaciones interafricanas, África en el sistema internacional, África y la cooperación Sur-Sur, migraciones africanas, conflictos armados y construcción de la paz en África, integración regional. Ha publicado más de un centenar de artículos en revistas especializadas y en obras colectivas sobre los problemas de integración regional, desarrollo, género, derechos humanos y conflictos en África.
Entre sus obras destacan Las ideologías unitaristas y desarrollistas en África, El nuevo conflicto del Congo. Dimensión, internacionalización y claves y Los derechos humanos en África.

## Otros documentos
- Entrevista con Jordi Évole: «La cooperación se ha utilizado como instrumento de la política exterior para conseguir objetivos económicos». La Sexta, Salvados.

Mbuyi Kabunda: “Lo que ha fracasado en África no es la cooperación sino la occidentalización”
- Entrevista con Silvia Arjona Martín: «Lo que ha fracasado en África no es la cooperación sino la occidentalización». GuinGuinBali, Una ventana a África, 2012. Archivado el 17 de marzo de 2013 en Wayback Machine.

- Entrevista a Mbuyi Kabunda Badi. Paz con Dignidad. Recursos para la educación en derechos humanos.